# Weidelsburg

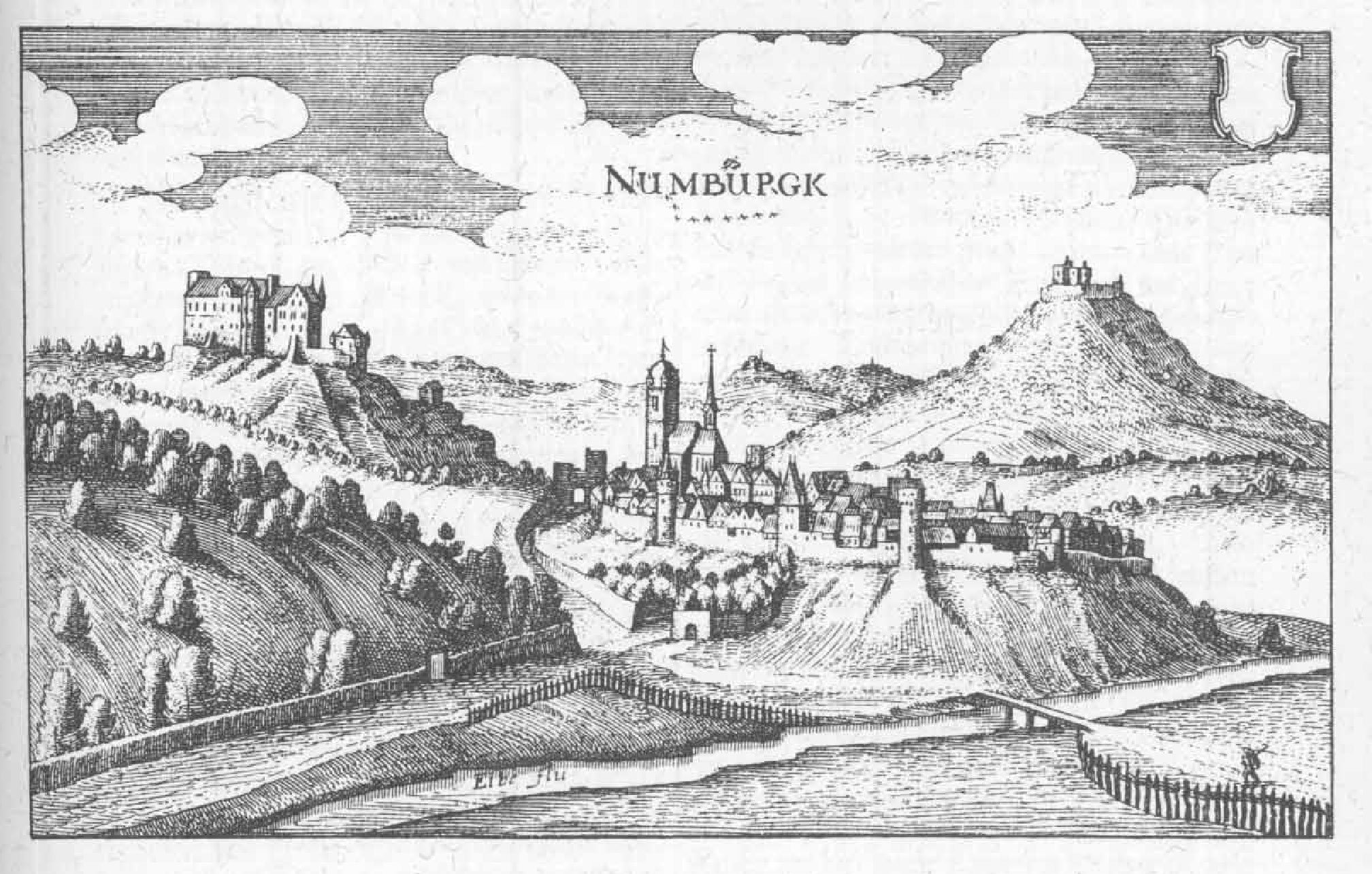
Die Weidelsburg (rechts) und Naumburg im 17. Jahrhundert (Matthäus Merian: Topographia Hassiae, 1655)

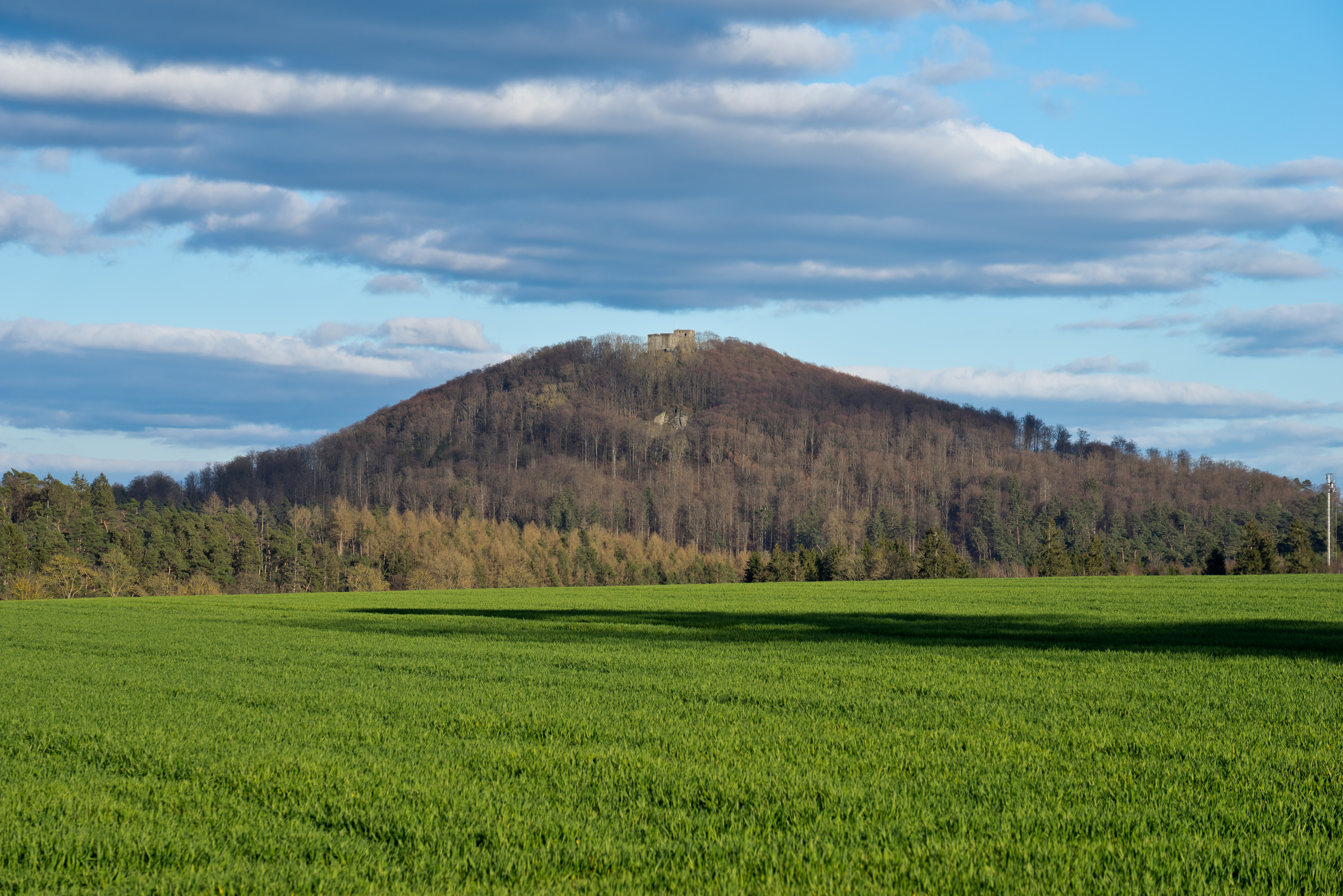
Lage der Burg auf dem Weidelsberg, Ansicht von Westen

Die Weidelsburg ist die Ruine einer Höhenburg bei Ippinghausen im Landkreis Kassel und gilt als die größte Burgruine Nordhessens.
Urkundliche Erwähnungen gibt es aus den Jahren zwischen 1111 und 1121, die sich auf eine Burg castrum alstat beziehen, mit der die Weidelsburg gemeint sein dürfte. Seit Ende des 16. Jahrhunderts war die Burg unbewohnt und verfallen. Erhalten sind hohe Mauer-, Palas- und Turmreste, Torbögen und Großteile vom Zwinger. Schon von Weitem ist die Ruine zu sehen und bildet so ein Wahrzeichen des Wolfhager Landes, das einen Teil des Waldecker Waldes umfasst.

## Geographische Lage
Die Weidelsburg liegt im Westteil des Naturparks Habichtswald auf dem bewaldeten Weidelsberg (492,3 m ü. NHN), der sich im Waldecker Wald südlich des am Eder-Zufluss Elbe befindlichen Dorfs und Wolfhager Stadtteils Ippinghausen erhebt.
Die Ruine steht im früheren Dreiländereck zwischen der Landgrafschaft Hessen, der Grafschaft Waldeck und der Kurmainzer Enklave Naumburg, sowie an der alten Stammesgrenze zwischen Franken und Sachsen.

## Geschichte

### Überblick
Nachdem die Vorgängerburg „castrum Alstat“ im Jahr 1121 aus einer Liste (1111 bis 1137) von Schenkungen des Mainzer Doms hervorgeht, wird die Weidelsburg, deren Entstehungszeit und Erbauer nicht genau bekannt sind, urkundlich erstmals 1235 erwähnt. Gebaut wurde sie als Wehrburg zum Schutz der Verkehrswege und der ludowingischen Landesgrenze gegenüber Waldeck und Mainz.
Im Jahre 1266 verkaufte der Edelfreie Wittekind von Naumburg, Domherr in Magdeburg und Kanoniker in Halberstadt, mit Einwilligung seiner Neffen, die Weidelsburg, die Burg Naumburg und das den Naumburgern von den Landgrafen von Hessen verpfändete Gericht Elben („Hagebuche“) an Erzbischof Werner von Mainz. Ein dem hessischen Landgrafen Heinrich I. im Jahr zuvor gemachtes Verkaufsangebot für 1500 Mark in Silber kam nicht zur Durchführung. Schon bald danach, im Jahre 1273, wurde die Burg in der Auseinandersetzung des Erzbischofs mit Landgraf Heinrich von letzterem zerstört. Die heute noch erhaltenen Teile stammen von dem rund 100 Jahre später in Angriff genommenen Wiederaufbau.
Im Jahr 1380 ließen Landgraf Hermann II. von Hessen und Graf Heinrich VI. von Waldeck die Weidelsburg wieder aufbauen, mussten aber schon zwei Jahre später die Arbeiten einstellen, weil der Mainzer Erzbischof Adolf I. von Nassau ältere Rechte geltend machte. Erst sieben Jahre später veranlasste Erzbischof Adolf den Wiederaufbau durch die Herren von Hertingshausen. In der fortdauernden Fehde zwischen Mainz und Hessen wurde die Burg 1402/03 durch Landgraf Hermann II. belagert und teilzerstört.
1431 wurde Reinhard von Dalwigk durch Erzbischof Konrad III. von Dhaun als neuer Mainzer Amtmann auf der Burg eingesetzt. Als Landfriedensbrecher wurde er dort zweimal, 1443 und 1448, durch Truppen des Landgrafen Ludwig I. und des Erzbischofs Dietrich Schenk von Erbach belagert, zur Unterwerfung gezwungen und bestraft, beim zweiten Mal unter anderem durch endgültige Vertreibung von der Weidelsburg. An diese Vertreibung knüpft die Sage von der Hessischen Weibertreue an, die allerdings auch einigen anderen Damen der Zeit zugeschrieben wird. Der Weidelsburger Weibertreue ist am Nordtor ein Relief gewidmet, auf dem die Burgherrin gezeigt wird, wie sie ihren Gatten auf dem Rücken von der Burg trägt. Ihr war freies Geleit samt Besitztümern, „so viel sie tragen könne“, zugesichert worden.
Die Burg verlor infolge der Landfriedenspolitik des hessischen Landgrafen schon bald ihre strategische Bedeutung. Sie wurde spätestens gegen Ende des 16. Jahrhunderts verlassen und ist seitdem, wahrscheinlich nach einem Brand, eine Ruine.
Burgsanierungen erfolgten mit großem baulichen und auch finanziellen Aufwand von 1930 bis 1935 (es wurden rund 8.000 m³ Schutt entfernt), 1979 bis 1987 und 2008 bis 2011.

### Sage von Goliath und dem Riesenstein
Der Riese Goliath aus Homberg an der Efze schleuderte den Riesenstein, um die Weidelsburg zu zerstören. Der Stein rutschte ihm vom kleinen Finger ab und verfehlte sein Ziel. Daraufhin vergoss der Riese blutige Tränen, weil ihm sein Ruf als Burgbezwinger verloren gegangen war. Er setzte sich auf den Riesenstein, auf dem Heiligenberg (südöstlich von Naumburg gelegen), und vergaß aus Kummer zu essen und zu trinken. Daraufhin verstarb er. Noch heute sieht man die Vertiefung, wo der Riese nach seinem Fehlwurf gesessen haben soll.

## Aussichtsmöglichkeiten
Von der Aussichtsplattform (auf ca. 500 m Höhe) auf dem Ost-Palas der Burgruine, zu der man auf Waldwegen des Weidelsbergs gelangt, fällt der Blick im Westhessischen Berg- und Senkenland unter anderem auf Großteile von Waldecker Wald und östlich benachbartem Habichtswälder Bergland mit seinen charakteristischen Basaltkuppen: In Richtung Norden bis Nordnordosten schaut man über Ippinghausen und, weiter hinten, über Wolfhagen hinweg zum Elsbergrücken und Malsburger Wald. Im Nordosten ist der inselartige Isthaberg mit den dahinter liegenden Hinterhabichtswälder Kuppen (mit Großem Bärenberg) zu sehen, die sich auch noch bis in das östliche Sichtfeld erstrecken. Im östlichen Richtungen sind zudem von Norden nach Süden der Hohe Habichtswald, auf dem der Fernmeldeturm Habichtswald thront, die Hoofer Pforte mit dahinter am Horizont im Kaufunger Wald erkennbaren Bilstein und die Langenberge zu erkennen. Nach Südosten reicht der Blick unter anderem über Naumburg hinweg zum weit entfernten Knüllgebirge und nach Süden zum jenseits des Edersees liegenden Kellerwald. In südlichen über westlichen bis nordnordwestlichen Richtungen fällt er auf den langgestreckten Waldecker Wald. Jenseits davon ist im Südwesten bis Westen das Rothaargebirge und zudem im Nordnordwesten das Eggegebirge zu sehen.

## Gastronomie
Im einstigen Hof für Pferdestallungen der Weidelsburg ist ein gastronomischer Stand mit Schutzhütte integriert, der von April bis September am ersten Sonntag im Monat sowie an Feiertagen geöffnet hat. Je nach Witterungsbedingungen können sich die Öffnungszeiten verkürzen oder verlängern.

## Bilder

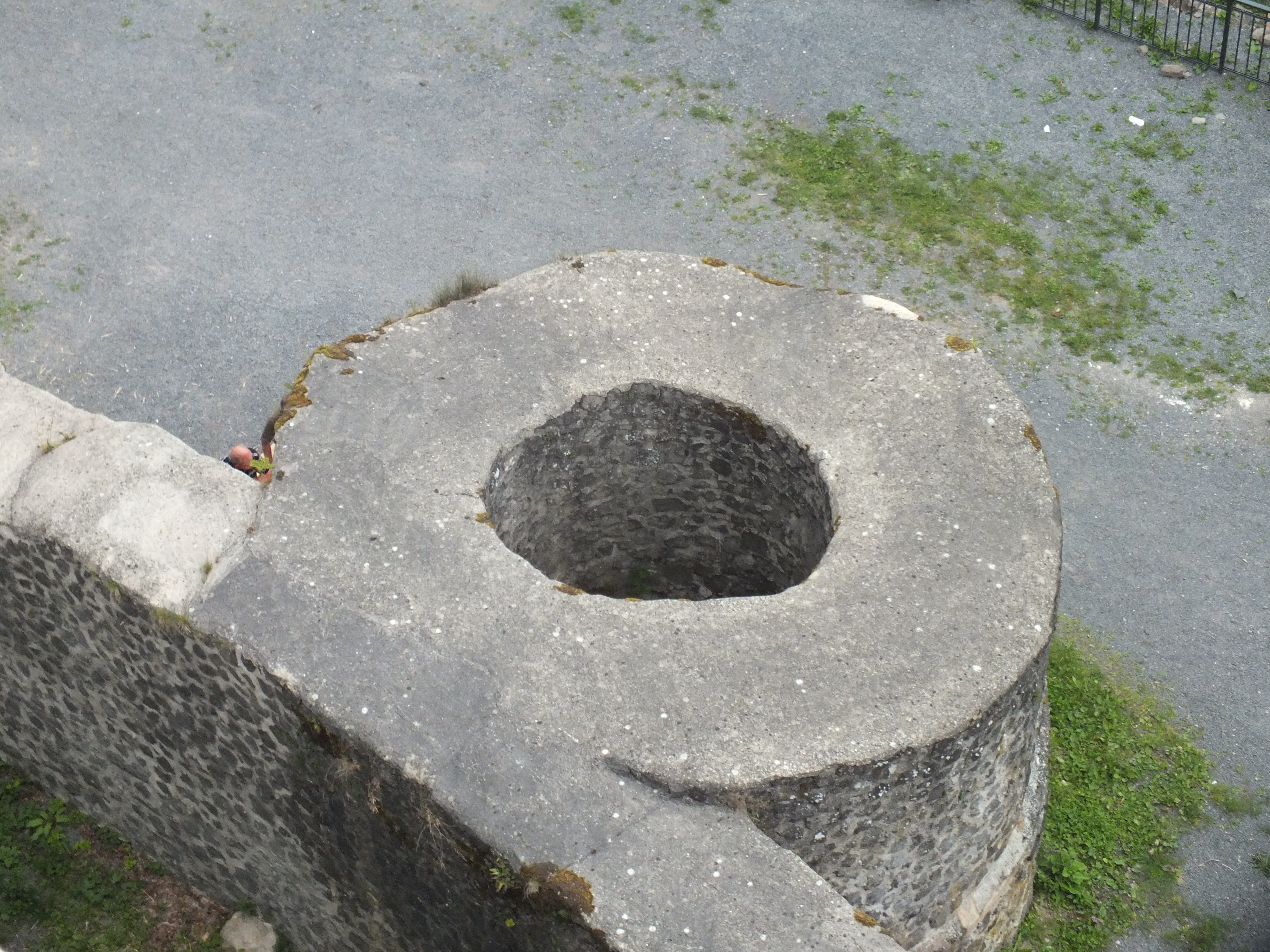
Überbleibsel eines Innenhof-Turmes
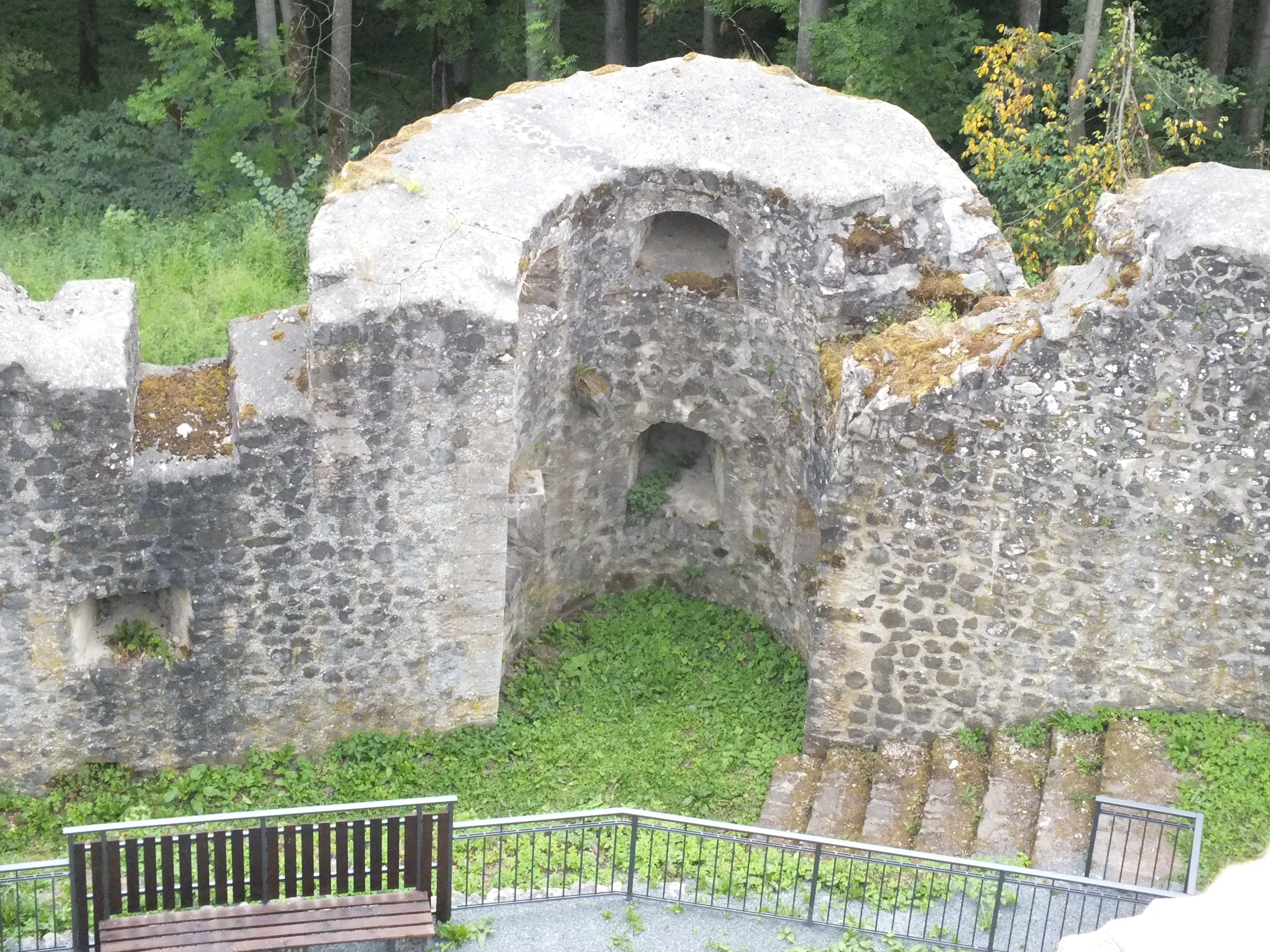
Reste eines Befestigungsturmes
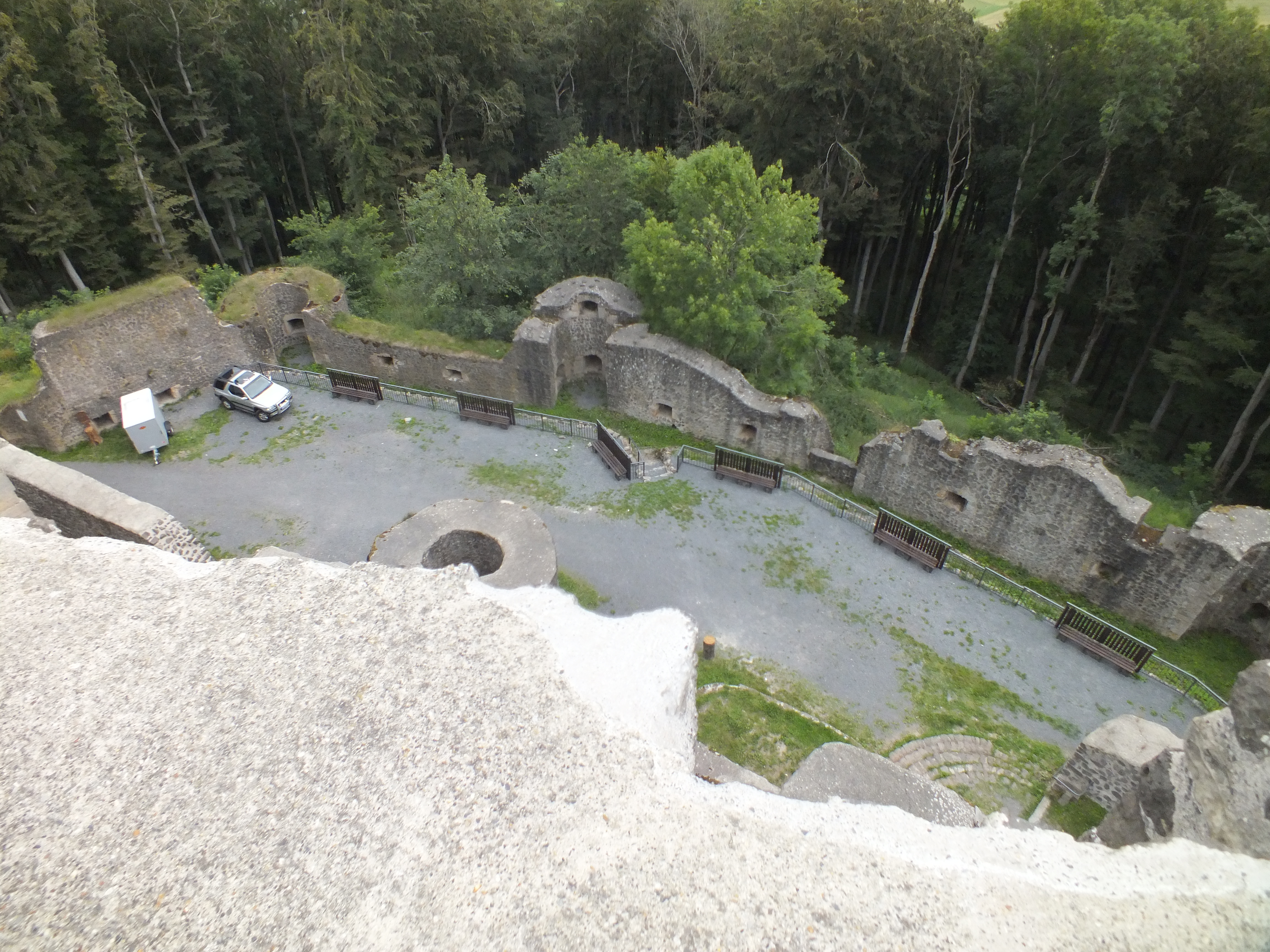
Blick vom Ost-Palas in den Innenhof der Burgruine
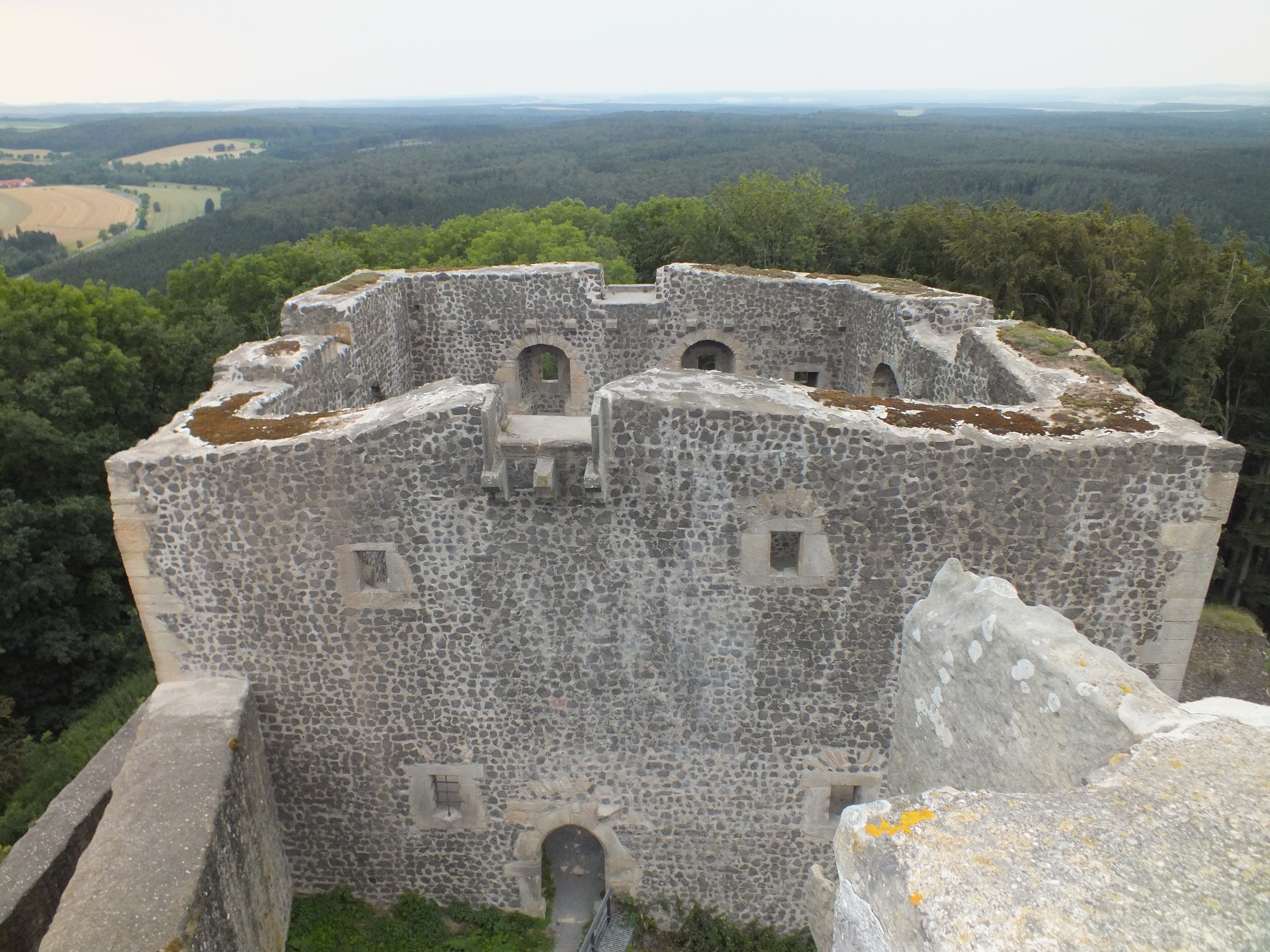
Blick vom Ost- zum West-Palas
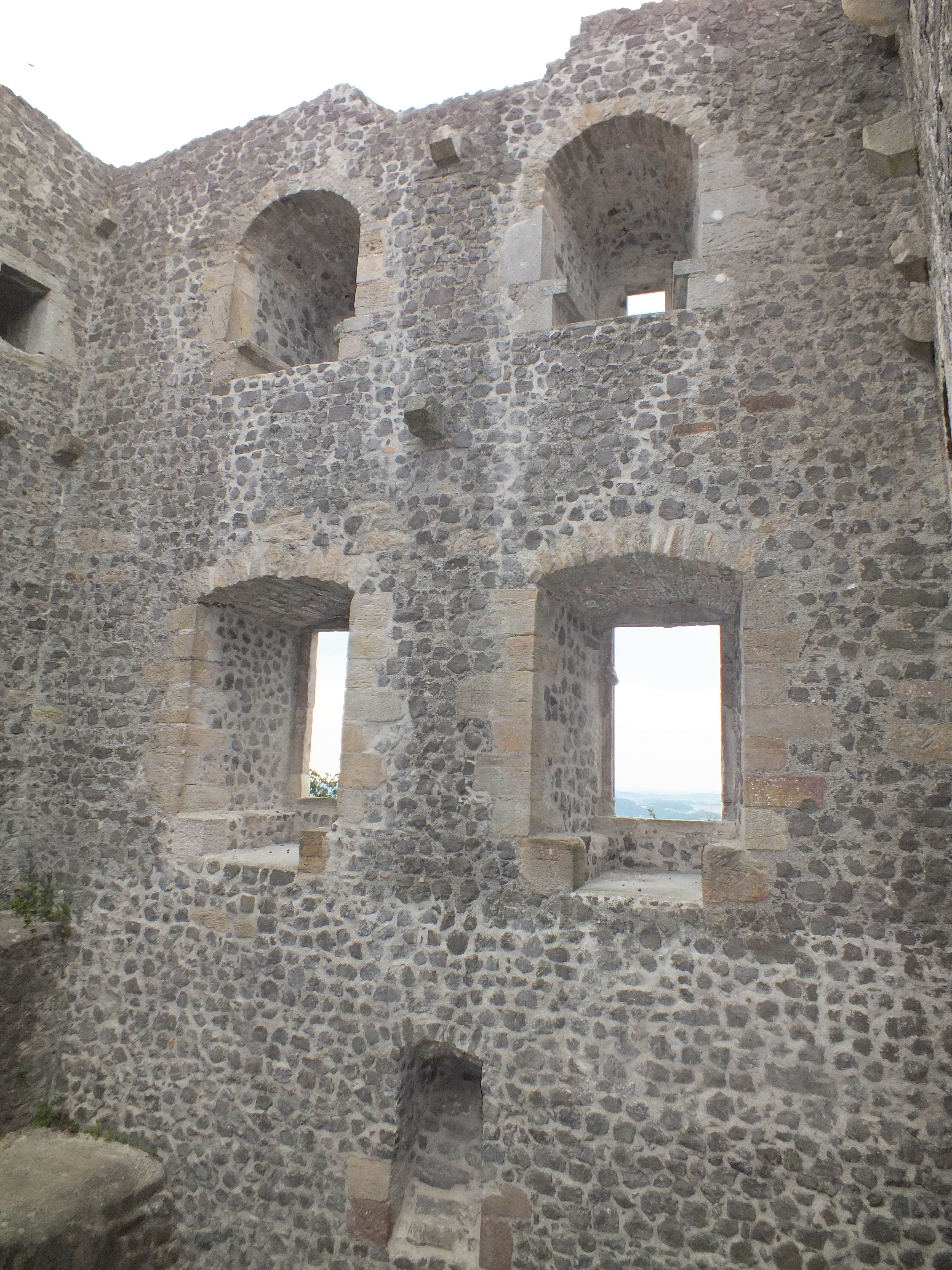
Restauriertes Mauerwerk
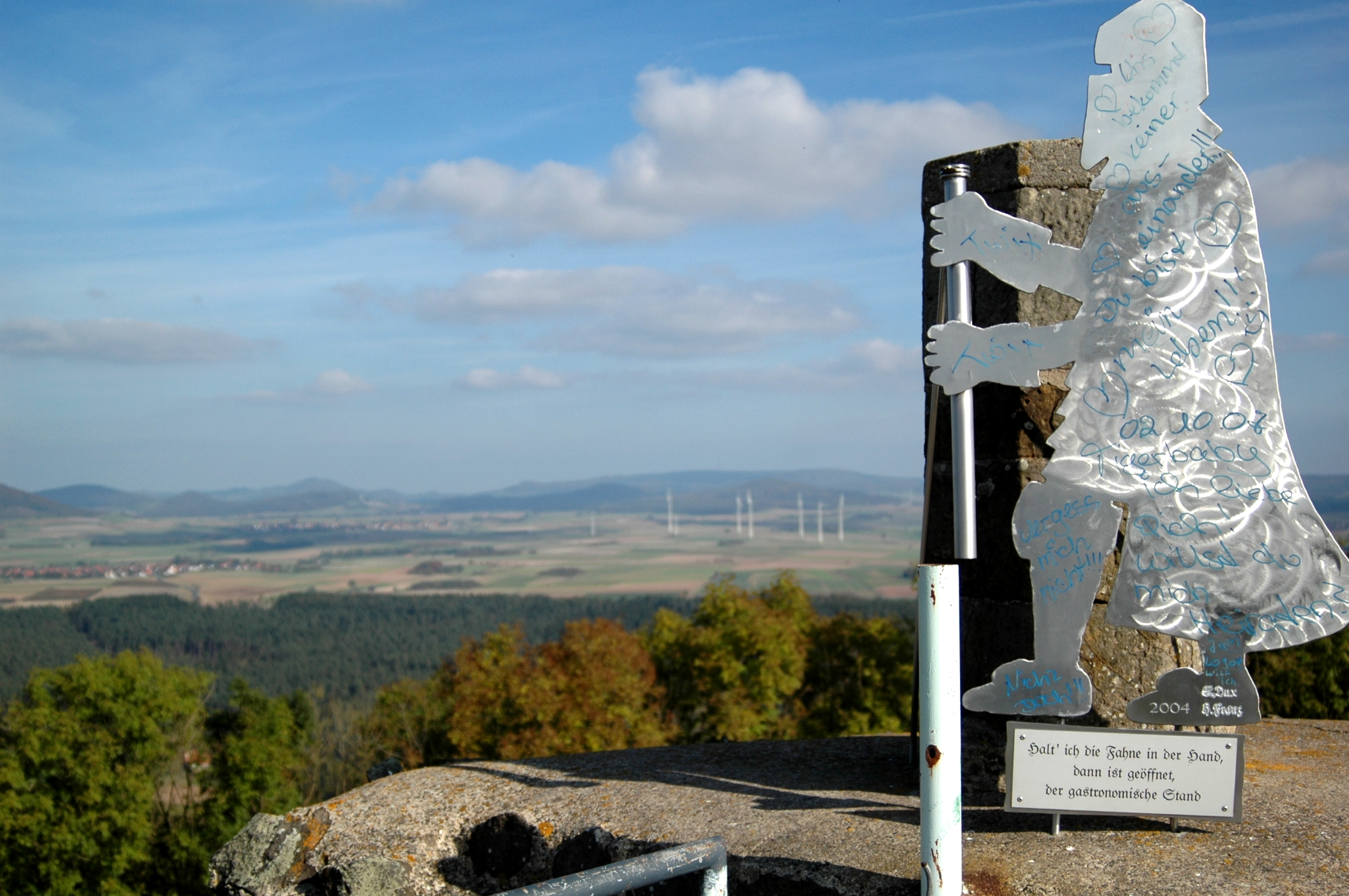
Blick von der Weidelsburg in Richtung Westnordwesten, u. a. mit Hohem Dörnberg (mittig links) und Hohem Habichtswald (mittig) im Hintergrund
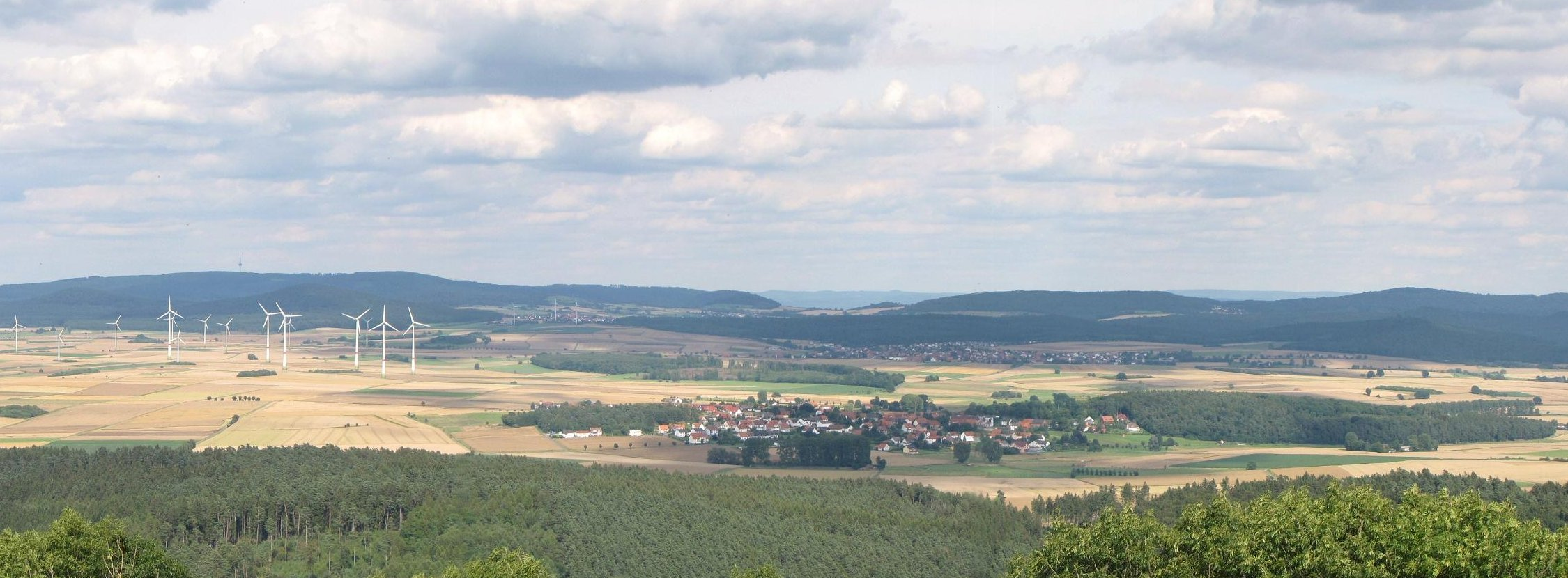
Blick von der Weidelsburg über den Naturpark Habichtswald nach Osten; links der Hohe Habichtswald, rechts die Langenberge; dazwischen die Hoofer Pforte mit dem Schauenburger Burgberg und jenseits davon am Horizont der Kaufunger Wald mit dem Bilstein; vorne Altenstädt